# ОШ „Вук Стефановић Караџић” Старчево
ОШ „Вук Стефановић Караџић” једна је од основних школа у општини Панчево. Налази се у улици Иве Лоле Рибара 2 у Старчеву. Име је добила по Вуку Стефановићу Караџићу, филологу, реформатору српског језика, сакупљачу народних умотворина и писцу првог речника српског језика.

## Историјат
Представља прву основну школу у Старчеву основану после прве колонизације још 1800. године као веронаставна школа све до 1880. У том периоду школа је имала издвојена одељења за сваку етничку групу. Настава се одвијала у више школских зграда.
После Првог светског рата основана је државна школа и то најпре основна, а нешто касније и виша основна школа за сву децу популације од првог до четвртог разреда, а виша за узраст петог и шестог разреда. Од 1947. године настава се изводи од првог до осмог разреда са по два одељења. По ослобођењу 1944. године настава се изводи на српскохрватском језику.
Школске зграде су зидане 1872. године у горњем крају, а 1892. су подигнуте и у доњем српском крају. Године 1968. покренута је активност за изградњу нове школске зграде. Одлуком Скупштине општине Панчево, од 26. априла 1996. године уписана је у судски регистар под бројем Фи 316/01 од 5. јуна 2001.
Нова школа је изграђена и отворена 7. новембра 1971, а 7. октобра 2013. у склопу школе изграђен је нов објекат вртића ,,Кременко”. Име ,,Вук Стефановић Караџић” је добила 1960. године.
Број ученика се из године у годину повећавао па је сваке године имала четири одељења по разреду, претходних година дошло је до смањења броја деце, тако да данас школа има 25 одељења (570 ученика), четири одељења предшколског узраста (67 деце), четири групе узраста од 3 до 5 година (81 дете) и 76 запослених. Обавља и делатност предшколског васпитања и образовања. Године 2015—2016. за похађање припремног предшколског програма уписанo је 68 полазника распоређених у четири васпитне групе.

## Догађаји
Догађаји основне школе „Вук Стефановић Караџић”:
- Пројекат ,,Наша школа – школа за све”[4]
- Пројекат ,,За чистије и зеленије школе у Војводини”[5]
- Пројекат „Заштита безбедности деце”[5]
- Програм ,,Оснаживање школа за инклузивно образовање”[4]
- Манифестација ,,Најлепши славски колач”[6]
- Акција ,,Сакупи и уштеди – вредиˮ[5]
- Акција ,,Чеп за хендикеп”[5]
- Еколошка акција[5]
- Трибина „Школа да, дрога не”[5]
- Сајам спорта[6]
- Међународни дан толеранције[5]
- Светски дан књиге за децу[5]
- Светски дан енергетске ефикасности[5]
- Европски дан језика[7]
- Књига је мој пријатељ[7]
- Дан жена[6]
- Дан старих лица[5]
- Дан здраве хране[5]
- Дечија недеља[5]
- Школска слава Свети Сава[5]